# Planck-Temperatur
Die Planck-Temperatur ist eine Planck-Einheit und die Temperatur, bei welcher die Wellenlänge von thermischer Strahlung gleich der Planck-Länge ist und daher sowohl gravitative als auch quantenphysikalische Effekte berücksichtigt werden müssen. Zusammen mit dem absoluten Nullpunkt liefert die Planck-Temperatur eine universelle Temperaturskala, die nicht von willkürlichen Festlegungen abhängt.

## Definition
Die Planck-Temperatur ist definiert als
{\displaystyle T_{\mathrm {P} }={\frac {m_{\mathrm {P} }c^{2}}{k_{\mathrm {B} }}}}.
Dabei ist
- {\displaystyle m_{\mathrm {P} }} die Planck-Masse,
- {\displaystyle c} die Lichtgeschwindigkeit und
- {\displaystyle k_{\mathrm {B} }} die Boltzmann-Konstante.